# Carol Vereș
Carol Vereș (n. 12 aprilie 1926, Arad, România – d. 20 februarie 2017) a fost un sportiv canotor român, medaliat la CM și la Campionatele Europene de canotaj.